# Kate Levering
Kate Christine Levering (Sacramento (Californië), 3 januari 1979) is een Amerikaanse actrice.

## Biografie
Levering doorliep de high school aan de El Camino Fundamental High School in haar geboorteplaats Sacramento (Californië) waar zij in 1997 haar diploma haalde, hier begon zij met acteren in schoolmusicals en het nemen van danslessen. Na haar studie verhuisde zij naar New York waar zij een carrière wilde beginnen op Broadway. In 1997 maakte zij haar debuut in de musical The Life als understudy voor diverse rollen, voor haar rol in de musical 42nd Street werd zij in 2001 genomineerd voor een Tony Award in de categorie Beste Belovende Actrice in een Musical.
Levering begon in 1999 met acteren voor televisie in de televisieserie Home Improvement, waarna zij nog meerdere rollen speelde in televisieseries en films.
Levering is in 2013 getrouwd en heeft hieruit een zoon (2013).

## Filmografie

### Films
- 2016 Cruel Intentions - als Annette Hargrove
- 2012 Breaking the Girls - als Nina Layton
- 2009 Like Dandelion Dust - als Molly Campbell
- 2008 Blue Blood - als Colt
- 2006 The Hunters - als Addison Cole
- 2003 Hotel - als Natalie
- 2002 Martin and Lewis - als Jeanne Martin
- 2001 The Lullaby of Broadway: Opening Night on 42nd Street - als Peggy Sawyer

### Televisieseries
Uitgezonderd eenmalige gastrollen.
- 2009-2014 Drop Dead Diva - als Kim Kaswell - 78 afl.
- 2008 Cashmere Mafia - als Katherine Cutler - 4 afl.
- 2004-2005 Kevin Hill - als Veronica Carter - 22 afl.

## Theaterwerk opBroadway
- 2001-2002 Thou Shalt Not - als Therese Raquin
- 2001-2005 42nd Street - als Peggy Sawyer
- 2000-2001 The Music Man - als Zaneeta Shinn
- 1999-2001 Annie Get Your Gun - als Winnie Tate (understudy)
- 1997-1998 The Life - als April / Mary (understudy)

- Gemeinsame Normdatei: 143949284
- International Standard Name Identifier: 0000 0000 4211 8147
- Library of Congress Control Number: no2001051402
- Virtual International Authority File: 71042662
- WorldCat: E39PBJdMbGPYcxfxGvfJ3j63Qq